# ولاية السويق
السويق هي إحدى ولايات محافظة شمال الباطنة في منطقة الباطنة في الجزء الشمالي من سلطنة عمان . بها العديد من المزارات التاريخية. كانت السويق تاريخياً مركزًا للنشاط الاقتصادي، حيث كانت تجتذب السكان ليس فقط من المناطق الجبلية المحيطة بها ولكن أيضًا من المناطق الساحلية المجاورة. سهّل الموقع الاستراتيجي تجارة مجموعة متنوعة من السلع، مما جعلها مركزا للتبادلات التجارية والثقافية. تتميز بسواحل البحر وتشتهر بالزراعة حيث يوجد بها اراضي خصبه.

## الأفلاج والعيون والآثار
ولاية السويق يوجد بها حوالي 31 فلج، أهمها فلج: بلدة مشايق وفلج المبرح وفلج الشرقي وفلج الغربي بقرية الحيلين. وأربعة عيون مائية، أحداها في منطقة [ضيان الجهاور]، والباقي في (المناطق الجبلية) بمناطق وادي الجهاور الذي يتميز بمواقع تجمعات الأشجار التي تتخذ شكل الحدائق الطبيعية الخلابة، والمياه الجارية بالوادي.
كما توجد بعض المناطق السياحية الجميلة
مثل رولة حلة الجود (شجرة الرولة عمرها يزيد عن 200 عام)، ورولتي القرحة اللتين يزيد عمر الأولى منهما عن 350 سنه، والثانية 150 سنة، لكن الأولى سقطت بعد أمطار غزيرة أثرت فيها..
وهناك الشواطئ الجميلة مثل شاطئ العذيبة بالبوارح وخور الصقل بالصريمة، وخور الملح الذي كان آباؤنا يجلبون منه الملح بالقوالب.
تضم الولاية عدد من المزارات الأثرية كما يلي: 20 سور من الأسوار القديمة و4 أبراج، وعدد آخر من الأبراج والحصون التي تنتشر بها. من أهم الحصون في الولاية: حصن الولاية حصن الثرمد وآل هلال والمغابشة بالنبرة والبورشيد وهناك العديد من الحصون أو الأسوار كما كانت تسمى المندثرة.